# Clathria hongdoensis
Clathria hongdoensis är en svampdjursart som beskrevs av Kim och Thomas Robertson Sim 2006. Clathria hongdoensis ingår i släktet Clathria och familjen Microcionidae.
Artens utbredningsområde är havet utanför Sydkorea. Inga underarter finns listade i Catalogue of Life.